# وزارة البنية التحتية والنقل (إيطاليا)

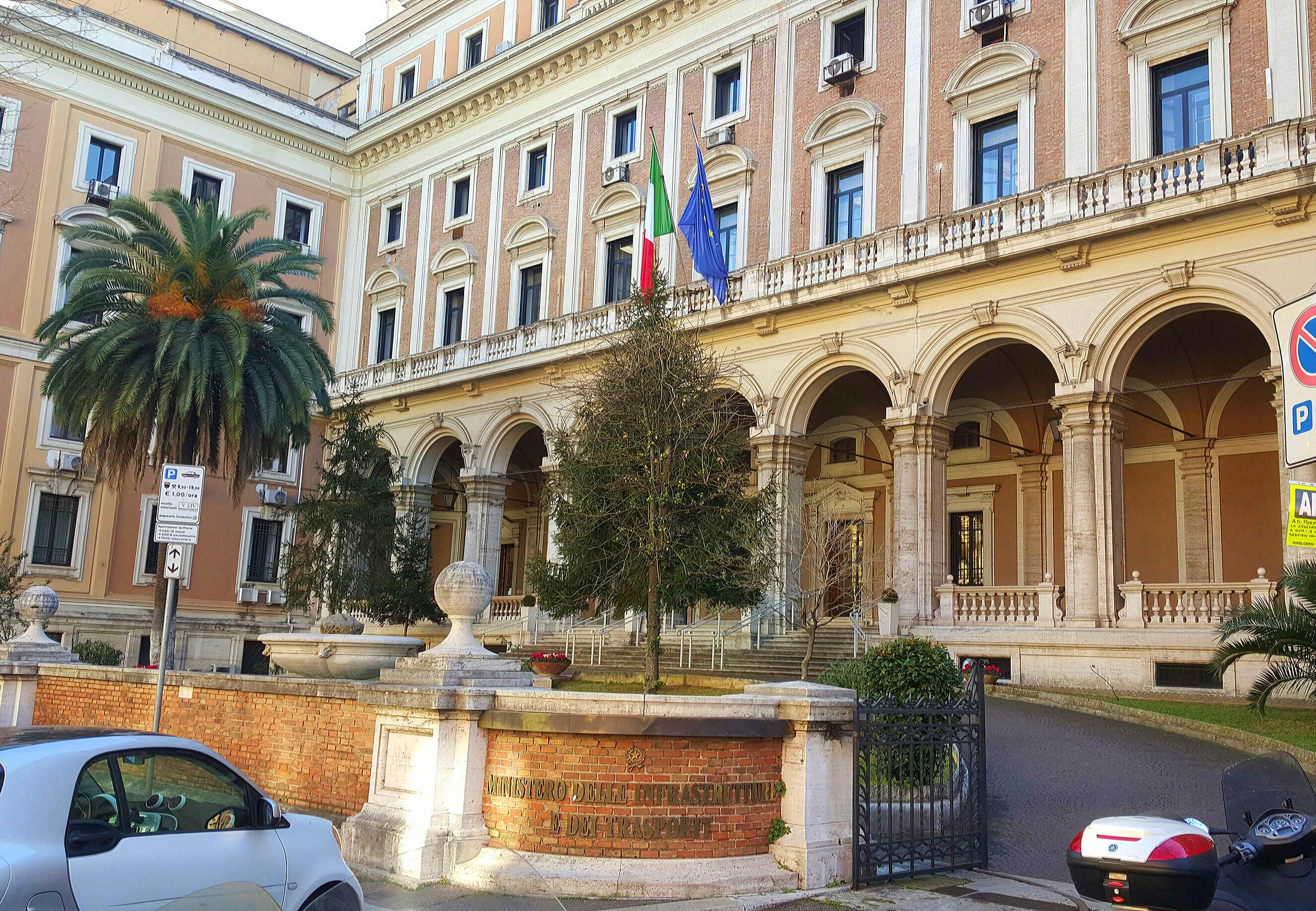
المركز الرئيسي للوزارة

وزارة البنية التحتية والنقل الإيطالية (بالايطالية: Ministero delle Infrastrutture e dei Trasporti أو إختصاراً: MIT ) هي الوزارة الحكومية المعنية بشئون النقل في جمهورية إيطاليا . وهي مسؤولة عن جميع مجالات البنية التحتية للنقل (الطرق والطرق السريعة والسكك الحديدية والموانئ والمطارات) وكذلك القيام بالتخطيط العام في مجالات النقل والخدمات اللوجستية المختلفة، وخاصة بالنسبة لمخططات النقل الحضري، مع إيلاء اهتمام خاص لاستدامتها. ويرأسها وزير البنية التحتية والنقل الإيطالي .

شعار النبالة لمقر خفر السواحل الإيطالي

## روابط خارجية
قالب:Council of Ministers of Italy
- الموقع الرسمي
 باللغة الإيطالية